# 長崎県道64号対馬空港線
長崎県道64号対馬空港線（ながさきけんどう64ごう つしまくうこうせん）は、長崎県対馬市を通る県道（主要地方道）である。

## 概要
対馬空港から国道382号を結ぶ。

### 路線データ
- 起点：長崎県対馬市美津島町鶏知（対馬空港）
- 終点：長崎県対馬市美津島町鶏知（国道382号交点）
- 総延長：0.8 km

## 歴史
- 1993年（平成5年）5月11日 - 建設省から、県道対馬空港線が対馬空港線として主要地方道に指定される[1]。

## 地理

### 通過する自治体
- 対馬市

### 交差する道路
| 交差する道路 | 交差する場所 | 交差する場所 |
| ------------ | ------------ | ------------ |
| 国道382号    | 美津島町鶏知 | 終点         |

### 沿線
- 対馬空港